# DNA Films
DNA Films – brytyjska wytwórnia filmowa założona przez Duncana Kenworthy’ego i Andrew Macdonalda w 1997 roku. Firma ma też oddział telewizyjny DNA TV Limited.

## Lokalizacja
DNA Films jest jedną z najbardziej znanych firm produkcyjnych znajdujących się w Wielkiej Brytanii. Siedziba DNA Films mieści się w Londynie.

## Wyprodukowane filmy
- Anihilacja (2018)
- T2 Trainspotting (2017)
- Z dała od zgiełku (2015)
- Ex Machina (2014)
- Sunshine on Leith (2013)
- Dredd (2012) (koprodukcja z IM Global, Lionsgate, Reliance BIG Pictures, IMAX i Entertainment Film Distributors)
- Nie opuszczaj mnie (Never Let Me Go) (2010)
- Shooting Someone (2009)
- Amelia Earhart (Amelia) (2009) (koprodukcja z Fox Searchlight Pictures i BBC Films i Film Council)
- 28 tygodni później (28 Weeks Later) (2007)
- W stronę słońca (Sunshine) (2007)
- Ostatni król Szkocji (The Last King of Scotland) (2006)
- Męska historia (The History Boys) (2006)
- Notatki o skandalu (Notes on a Scandal) (2006)
- Dwie prawdy (Separate Lies) (2005)
- To właśnie miłość (Love Actually) (2003)
- 28 dni później (28 Days Later) (2002)
- Bezdroża serc (Heartlands) (2002)
- Kurator (The Parole Officer) (2001)
- Tylko Sinatra (Strictly Sinatra) (2001)
- Piękne istoty (Beautiful Creatures) (2000)
- Kansas in August (1999)